# Allées de Tourny (Bordeaux)
Pour les articles homonymes, voir Allées de Tourny.
Les allées de Tourny désigne une large avenue, comprenant des allées, située dans le centre-ville de Bordeaux, en Gironde, en France.

## Situation et accès
Cet axe relie la place de la Comédie, sur laquelle sont situés le Grand Théâtre et le Grand Hôtel, à la place Tourny dans le prolongement de la rue Fondaudège en direction du Médoc. Elle constitue, avec le cours Georges-Clémenceau et le cours de l'Intendance, une des limites du Triangle d'or.

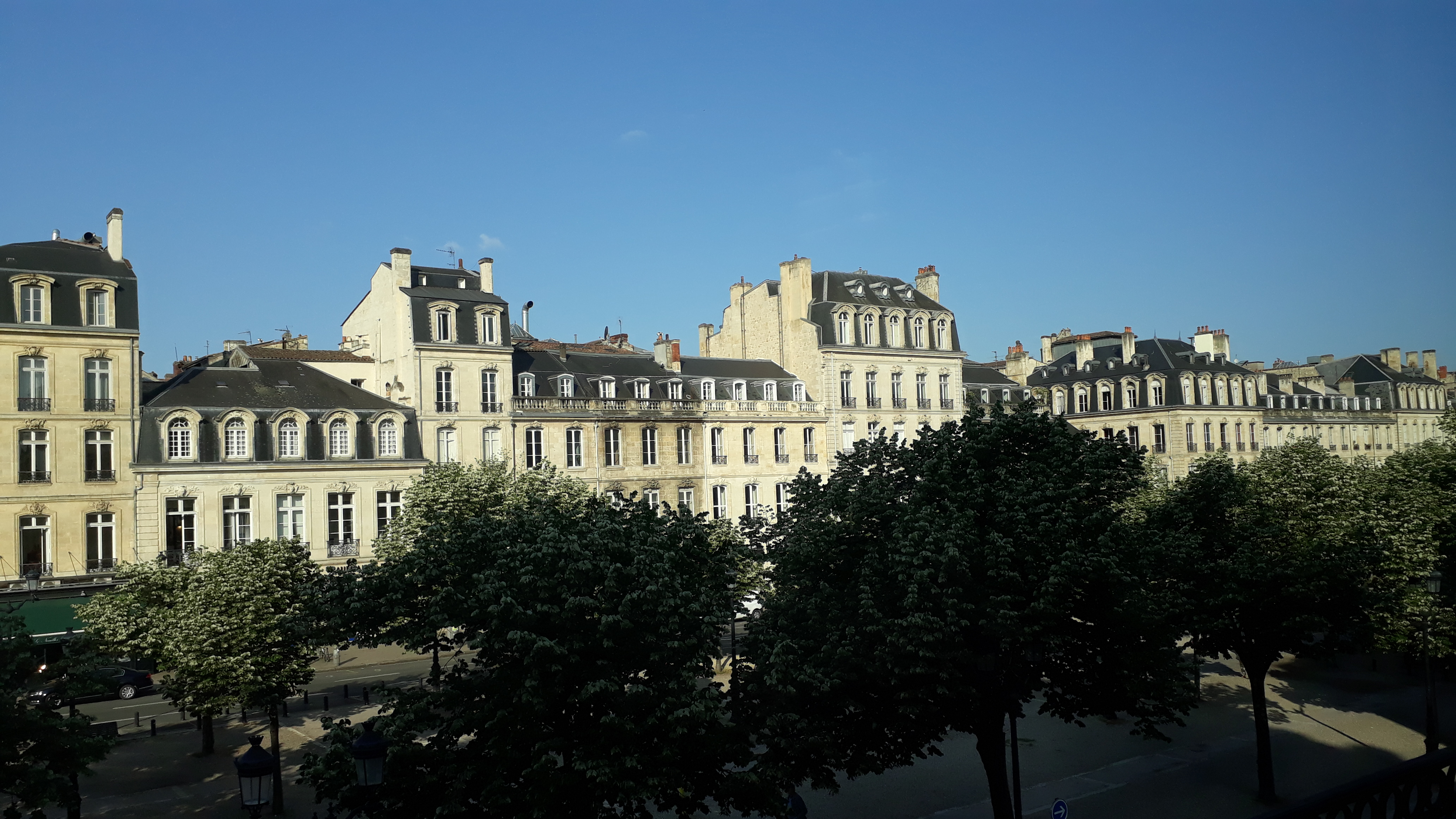
Façades de style rocaille, côté pair.

Large de 65 mètres et longue de 265 mètres, elle est bordée du côté pair d'immeubles à façades Louis XV, voulus « d'un goût gracieux et uniforme » par l'intendant de Guyenne. La plupart d'entre eux furent rehaussés après la destruction du château Trompette à l'emplacement de l'actuelle place des Quinconces, car ils ne gênaient plus les tirs de canon. Les immeubles situés du côté impair ont été construits au XIXe siècle.
Le carrousel est présent sur la place tout au long de l'année.

## Origine du nom

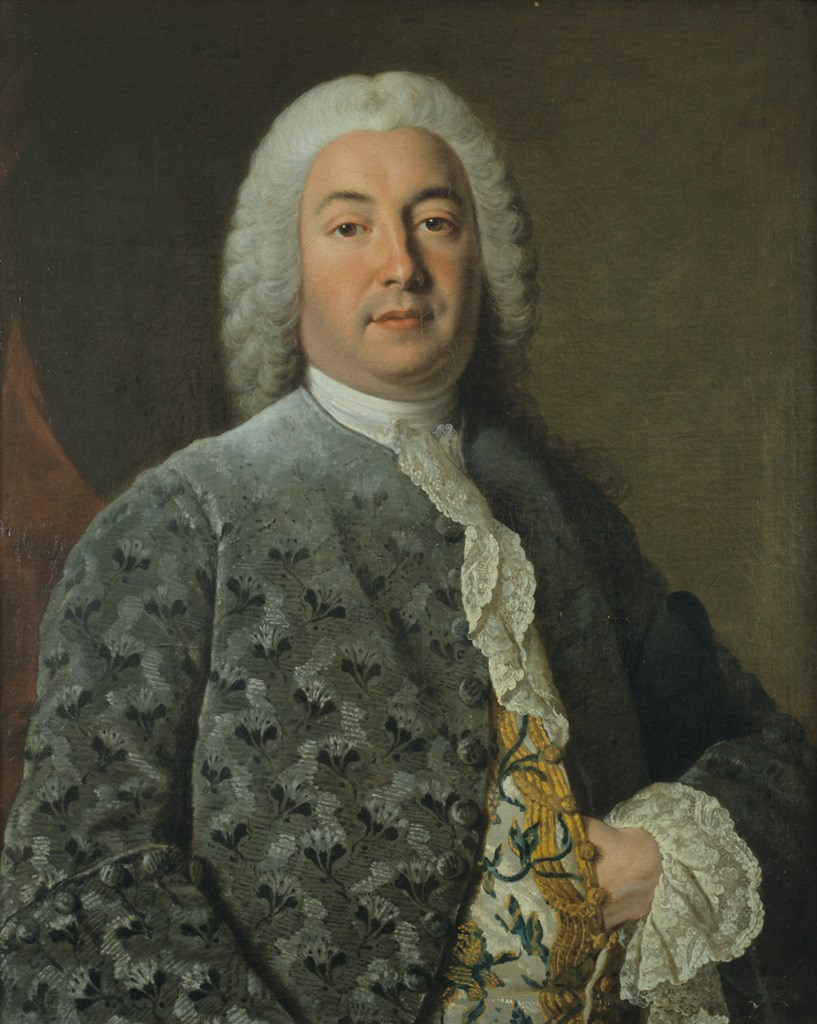
Louis de Tourny, par Pierre Allais (1748).

Les allées ont pris le nom de Louis de Tourny, qui, en tant qu'intendant de Guyenne à Bordeaux, les aménagea au XVIIIe siècle.

## Histoire

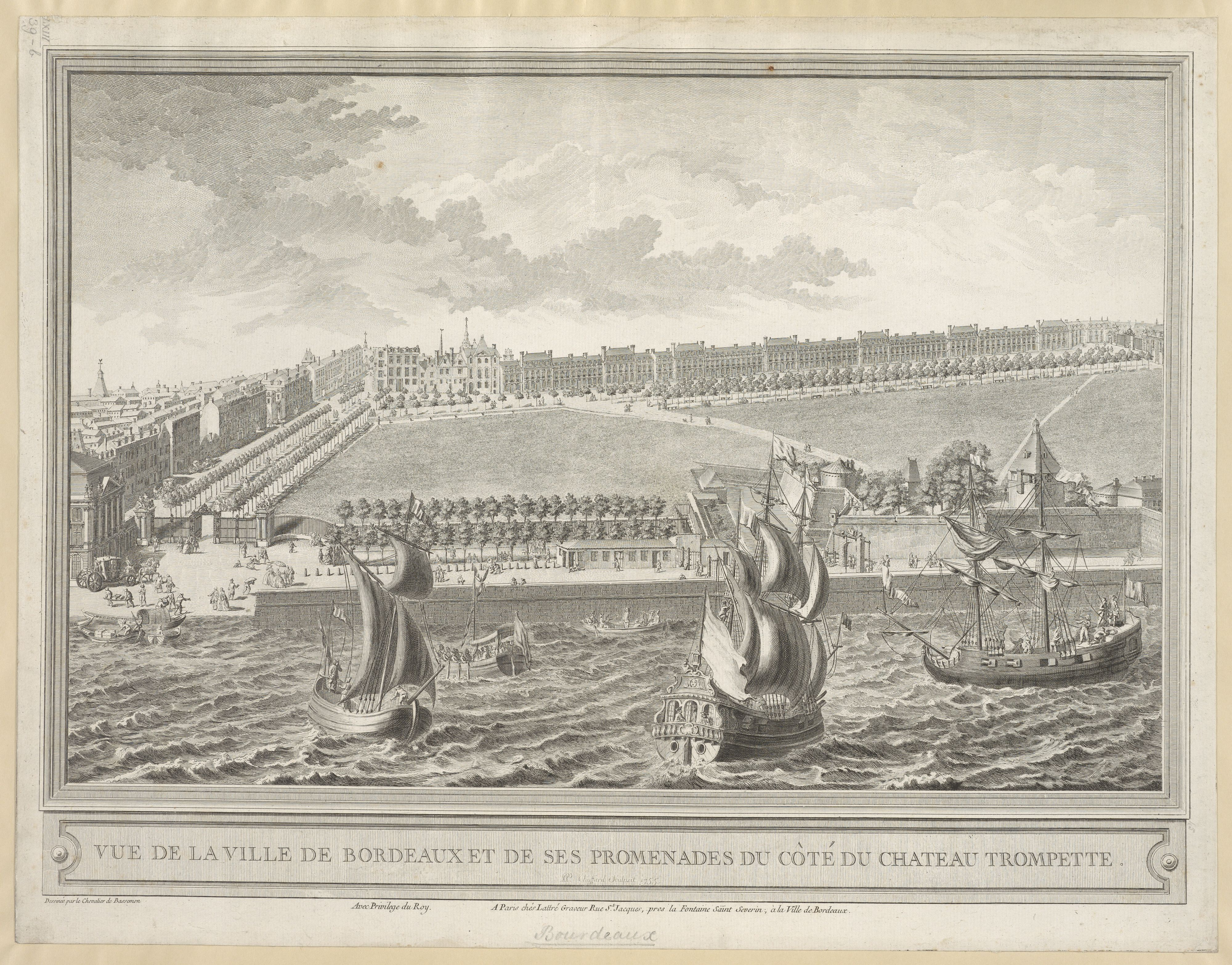
Vue en 1755 des promenades plantées par l'intendant Tourny (cours du Chapeau-Rouge et allées de Tourny).

Les allées de Tourny ont été aménagées, entre 1743 et 1757 sur le tracé de l'ancienne lébade (ancienne voie) qui, depuis l'antiquité, desservait le Médoc, à la limite du glacis du château Trompette.
Quand la ville s'est dotée d'une deuxième enceinte fortifiée, elles reliaient (sous le nom de rua deu Burga) l'ancienne porte médoque qui s'ouvrait sur la rue Sainte-Catherine à la nouvelle porte Saint-Germain (1302), l'actuelle place Tourny.
En 1857, sous la mandature du maire Antoine Gautier, sont installées deux fontaines identiques, les fontaines de Tourny. Celles-ci sont démontées dans les années 1960. Une de ces fontaines a été installée à Québec et l'autre à Soulac-sur-Mer.

### Les allées de Tourny autrefois
| - Les allées sous la neige (1910), vue prise du no 46 - Les allées dans les années 1920, à l'époque de l'ancien tramway de Bordeaux |

## Bâtiments remarquables

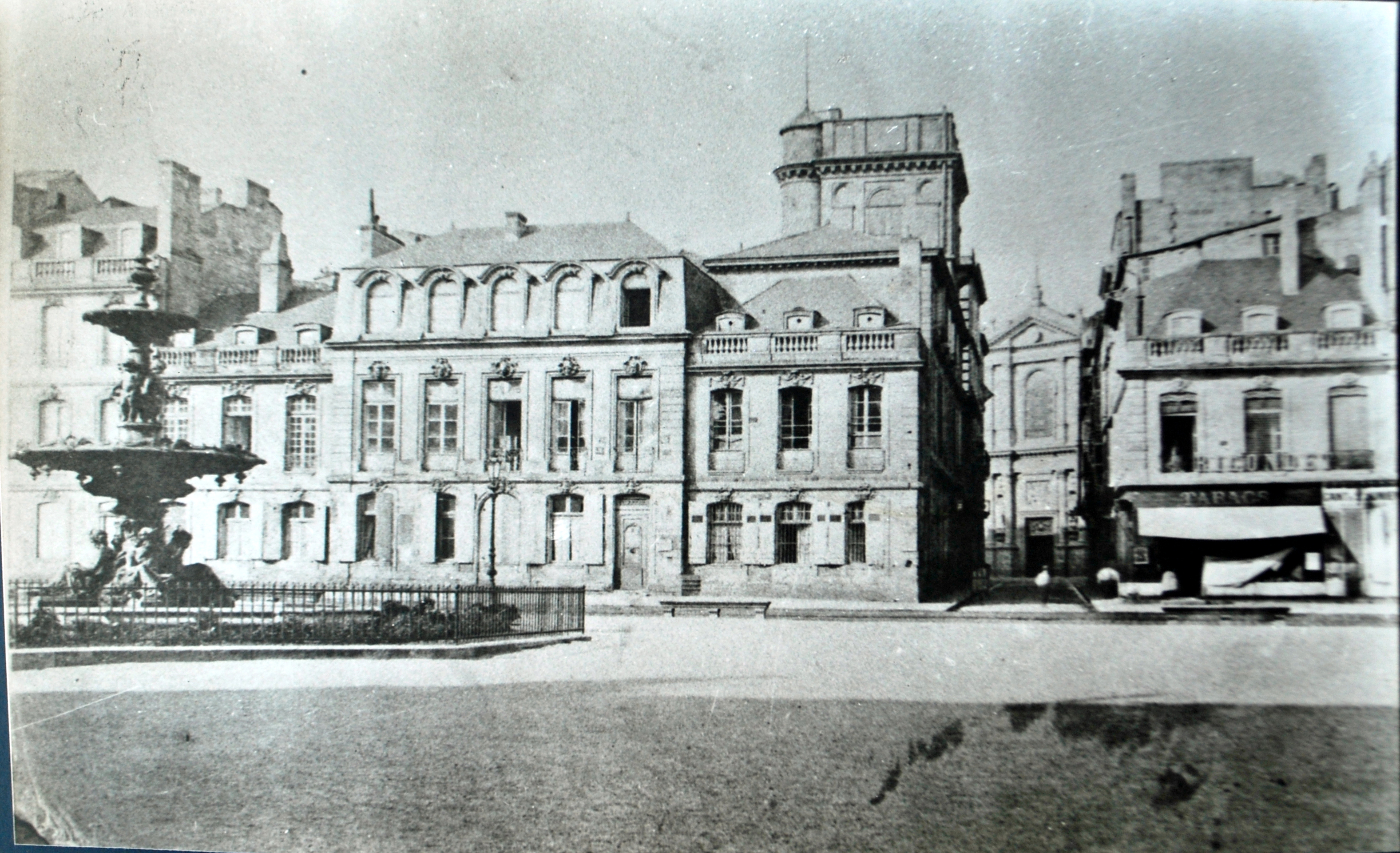
Hôtel de la famille Bel.

- Au no 10 se trouve l'hôtel particulier de la famille Bel, construit par Jacques Bel en 1703. En 1736 son fils Jean-Jacques Bel lègue l'hôtel et sa bibliothèque à l'Académie royale des sciences, belles-lettres et arts de Bordeaux, avec injonction que la bibliothèque soit ouverte au public. Cette bibliothèque fut l'origine de la Bibliothèque municipale de Bordeaux.
- Maison Gobineau, actuel siège du CIVB.
- Au no 37 : Maison Meyer.

## Événements culturels
Deux événements importants de la ville ont lieu aux allées de Tourny :
- le marché de Noël (fin décembre/début janvier),
- les Épicuriales (manifestation gastronomique), fin juin.